# Lill-Alskasjön
Lill-Alskasjön är en sjö i Åsele kommun i Lappland och ingår i Lögdeälvens huvudavrinningsområde. Sjön har en area på 0,154 kvadratkilometer och ligger 405 meter över havet. Sjön avvattnas av vattendraget Alskabäcken.

## Delavrinningsområde
Lill-Alskasjön ingår i det delavrinningsområde (714169-161593) som SMHI kallar för Utloppet av Lill-Alskasjön. Medelhöjden är 433 meter över havet och ytan är 6,79 kvadratkilometer. Det finns ett avrinningsområde uppströms, och räknas det in blir den ackumulerade arean 26,54 kvadratkilometer. Alskabäcken som avvattnar avrinningsområdet har biflödesordning 2, vilket innebär att vattnet flödar genom totalt 2 vattendrag innan det når havet efter 147 kilometer. Avrinningsområdet består mestadels av skog (51 procent) och sankmarker (46 procent). Avrinningsområdet har 0,15 kvadratkilometer vattenytor vilket ger det en sjöprocent på 2,3 procent.